# Thể thao năm 2028
Thể thao năm 2028 mô tả các sự kiện năm trong thể thao thế giới.

## Bóng đá
- Giải vô địch bóng đá châu Âu 2028

## Sự kiện thể thao đa môn
- 21 tháng 7 - 6 tháng 8:  Thế vận hội Mùa hè 2028 ở Los Angeles, Hoa Kỳ